# Abu l-Hasan 'Ali al-Hujviri
Abū l-Ḥasan ʿAlī ibn ʿUthmān al-Jallābī al-Hujvīrī al-Ghaznavī (in persiano ابو الحسن علی بن عثمان الجلابی الھجویری الغزنوی‎; Hujvīr, 990 ca – Lahore, 1077) è stato un poeta persiano sufi.
Soprannominato Dātā Ganj Bakhsh (in persiano داتا گنج بخش‎, L'uomo che elargisce tesori), al-Hujvīrī nacque vicino Ghazna e fu l'autore della celebre opera di poesia sufi, scritta in lingua persiana, intitolata La rivelazione del Velato (in persiano کشفُ المحجوب‎, Kashf al-maḥjūb).
ʿAlī al-Hujvīrī è diventato famoso anche per il mausoleo dedicatogli a Lahore, che è circondato da un ampio cortile marmoreo, da una moschea e da altri edifici.  Esso è il santuario più frequentato della città e uno dei più famosi del Pakistan e di tutti i Paesi confinanti con esso. È oggetto di pellegrinaggi da parte di devoti che per compierli, si muovono anche da località molto distanti.

## Biografia
ʿAlī al-Hujvīrī fu un Sayyid che vantava una discendenza tanto hasanide quanto husaynide. Suo padre era un Sayyid hasanide e sua madre era di discendenza husaynide. Abū l-Ḥasan ʿAlī al-Hujvīrī nacque nel villaggio di Hajvare, presso Ghazni, dove la sua devota famiglia viveva, impegnata negli studi di argomenti sacri. Era conosciuto come ʿAlī al-Hujvīrī al-Jullābī, al-Ghaznavī, tutte nisbe che attestavano i luoghi di residenza della famiglia, riferendosi le prime due ai suburbi (Mazafāat) della città di Ghazni, nell'attuale Afghanistan. 

Malgrado la popolarità e il profondo rispetto per ʿAlī b. ʿUthmān al-Hujvīrī percorrere la sua biografia è particolarmente arduo. Gran parte della storia della sua vita e del suo pensiero ci proviene da quanto egli stesso afferma nel suo testo Kashf al-maḥjūb.

ʿAlī al-Hujvīrī studiò sufismo sotto Abū l-Faḍl Muḥammad, che era stato discepolo di Abū l-Hasan al-Husri. Abū l-Faḍl Muḥammad b. al-Ḥasan era assai esperto in tafsir e nelle riwāyāt. ʿAlī al-Hujwīrī viaggiò in lungo e in largo lungo il fiume Indo e il mar Caspio. Tra le contrade e i posti visitati ci furono l'Azerbaigian, la tomba di Bayazid a Bistam, Damasco, Ramla e Bayt al-Jinn in Siria. Solo nel Khorasan egli ebbe modo di incontrare trecento sufi. Al-Hujvīrī fu associato con i più rinomato sufi del subcontinente indiano, appartenenti agli ordini mistici della Qadiriyya, della Suhrawardiyya, della Naqshbandiyya e della Junaydiyya. Hujvīrī cominciò con la Junaydiyya, fondata da Junayd Baghdadi, uno dei più importanti sufi di Baghdad. al-Hujvīrī è anche considerato come un importante intercessore da parte di molti sufi. Mo'inoddin Cishti Ajmeri, un grande esponente dell'ordine Cishti, stabilì che un aspirante murīd (discepolo) che non avesse ancora avuto un murshid (guida spirituale), avrebbe potuto leggere il libro di ʿAlī al-Hujvīrī Kashf al-maḥjūb, che sarebbe stato temporaneamente per lui sufficiente per operare. Egli rimase per qualche tempo in Iraq, dove ebbe anche una breve esperienza di vita coniugale.
ʿAlī al-Hujvīrī fu contemporaneo di al-Qushayrī, l'autore di un'apprezzata Risāla (la Risāla al-Qushayriyya). Durante i suoi viaggi assistette alla lenta trasformazione del sufismo da semplice ascetismo e adorazione di Allah in un culto teosofico altamente raffinato, influenzato talora da idee panteistiche. Egli fu il tramite tra il misticismo così come si era sviluppato in Persia e Khurasan, e la forma che assunse nel subcontinente indiano.
Malgrado fosse un sunnita hanafita la teologia di al-Hujvīrī si conciliava con la concezione del fanāʾ (annichilimento). Tuttavia egli si impegnò strenuamente contro la dottrina secondo cui l'essere umano poteva fondersi con Allah (waḥdat al-wujūd, "unicità dell'esistenza"), paragonando invece l'annientamento come il bruciare con il fuoco che consente alla sostanza di acquisire proprietà simili al fuoco, pur mantenendo la propria individualità. Fu un convinto assertore della Shari'a e respinse l'idea che l'osservanza formale dell'Islam non fosse importante per i sufi. Hujvīrī credeva che gli individui non potessero vantarsi di avere conseguito la maʿrifa, o gnosi, perché ciò significava che uno sarebbe stato in tal caso pieno di orgoglio e che la vera comprensione di Dio poteva essere solo silente.
Si crede che ʿAlī al-Hujvīrī sia morto il 20 del mese di Rabi' al-awwal 465, ma la data, il mese e l'anno sono congetturali. Molti studiosi sono d'accordo che l'anno della sua morte sia stato invece il 455 sulla base di diversi cronogrammi e che il giorno e il mese siano stati il 9 Muharram. Il suo Urs è festeggiato il 19 Safar.

## Rispetto dei sufi nei confronti di ʿAlī al-Hujvīrī
ʿAlī al-Hujvīrī fu inumato presso la moschea che aveva fatto costruire nel corso della sua vita. Divenne pratica comune di molti sufi che provenivano dall'Asia meridionale recarsi a far visita dapprima il mausoleo di ʿAlī al-Hujvīrī. Appena giunto nel subcontinente, Mo'inoddin Cishti si recò per prima cosa a Lahore per esprimere tutto il suo rispettoso omaggio al sepolcro di Dātā Ganj Bakhsh, e qui si trattenne per qualche tempo in meditazione e preghiera prima di essere beneficato dall'illuminazione mistica. Quindi andò a soggiornare accanto al Ajmer Sharif (il dargah di Mo'inoddin Cishti) e avviò la sua missione spirituale più a est, per predicare. Mo'inoddin Cishti rese omaggio ad ʿAlī al-Hujvīrī con le seguenti parole:
Ganj Bakhsh-e fayż-e ʿālam, maẓhar-e nūr-e Khodā

Nāqiṣān rā pīr-e kāmil, kāmilān rā rahnumā

گنج بخش فیضِ عالم مظہرِ نورِ خدا
ناقصاں را پیرِ کامل، کاملاں را رہنما
Ganj Bakhsh, una misericordia per il mondo,

Fenomeno di Luce divina
Gli imperfetti hanno trovato un Maestro perfetto,

In lui i perfetti hanno trovato una grande Guida.

## La rivelazione del Velato
La rivelazione del Velato o Kashf al-maḥjūb è grandemente stimato come il primo trattato di Sufismo in Persiano. La data del suo completamento non può essere determinata con certezza. Esso deve aver richiesto lungo tempo ad al-Hujvīrī, che lo redasse a Lahore, senza poter far conto sulla sua personale biblioteca. 

Era uno scrittore prolifico, percettivo e critico nella sua scelta dei temi. Fu scritto in risposta a una richiesta avanzatagli da un certo Abu Saʿīd al-Hujvīrī, che gli pose la seguente questione: "Spiegami il vero significato del percorso del Sufismo e la natura delle stazioni (maqāmāt) dei Sufi, spiega le loro dottrine e i loro detti, chiariscimi le loro allegorie mistiche e la natura dell'amore divino e come esso si manifesti nei cuori degli uomini, perché l'intelletto sia incapace di raggiungere la sua essenza, perché l'animo si ritragga dalla stessa realtà e perché lo spirito sia cullato nella purezza dello stesso [amore], e spiega l'aspetto pratico del Sufismo che è connesso con tali teorie". Quando ad ʿAlī al-Hujvīrī fu chiesto cos'è il Sufismo?, egli rispose: "Ai tempi nostri, questa scienza è stata in realtà dimenticata, specialmente in questa regione, da persone occupate nei piaceri della vita, che hanno girato le spalle a Dio.

## Opere scelte
- Minhaj al-Dīn, sul metodo seguito del Sufismo, con una parte dedicata all'Ahl al-ṣuffa, con una biografia completa di Manṣūr al-Ḥallāj;
- Asrār al-khiraq wa l-malūnāt, sugli abiti rattoppati dei Sufi;
- Kitāb-i fanāʾ-o baqāʾ, sui detti di Manṣūr al-Ḥallāj
- Kitāb al-bayān li-ahl al-ʿiyān, sull'Unione mistica con Allah;
- Baḥr al-qulūb
- al-Riʿayat li-ḥuqūq Allāh Taʿālā, sull'Unità divina